# Волде (Мекленбург-Западна Померанија)
Волде (њем. Wolde) град је у њемачкој савезној држави Мекленбург-Западна Померанија. Једно је од 69 општинских средишта округа Демин. Према процјени из 2010. у граду је живјело 683 становника. Посједује регионалну шифру (AGS) 13052088.

## Географски и демографски подаци
Волде се налази у савезној држави Мекленбург-Западна Померанија у округу Демин. Град се налази на надморској висини од 49 метара. Површина општине износи 22,5 km². У самом граду је, према процјени из 2010. године, живјело 683 становника. Просјечна густина становништва износи 30 становника/km².